# ミドスタウリン
ミドスタウリン (midosutaurin, PKC412) は、マルチターゲットプロテインキナーゼ阻害剤であり、急性骨髄性白血病 (AML) および骨髄異形成症候群 (MDS) の治療薬として研究されている。ミドスタウリンは、微生物Streptomyces staurosporeusに含まれるアルカロイドであるスタウロスポリンの半合成類縁体であり、CD135 (FMS-like tyrosine kinase 3 receptor) に変異を有する患者に対して活性を示す。
第II相臨床試験の成功後、AMLに対する第III相試験が2008年に開始された。ここでは、ミドスタウリンとダウノルビシンおよびシタラビンとの複合療法が試されている。その他の治験では、悪性黒色腫に対して無効であることが確かめられている。